# Coppenbrügge

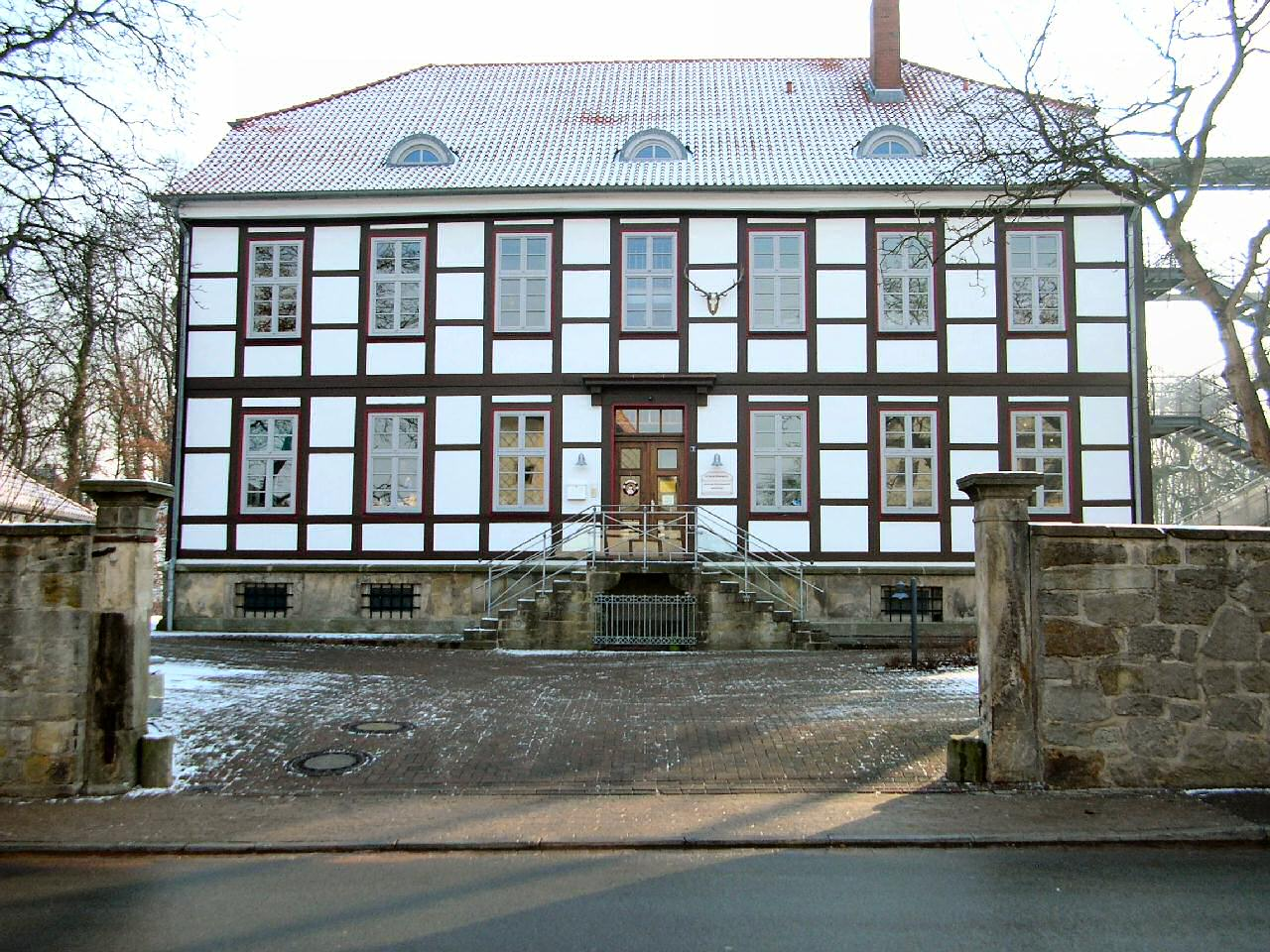
Das ehemalige Forstamt

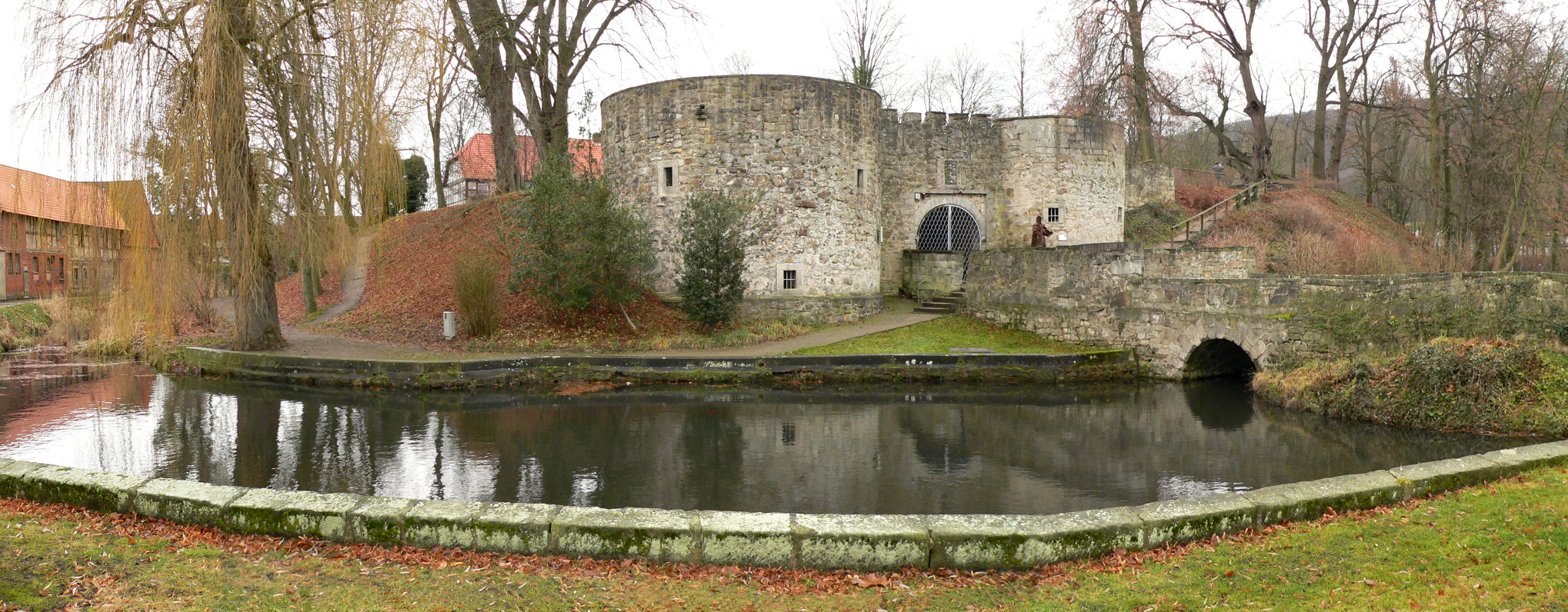
Die Ruine von Burg Coppenbrügge

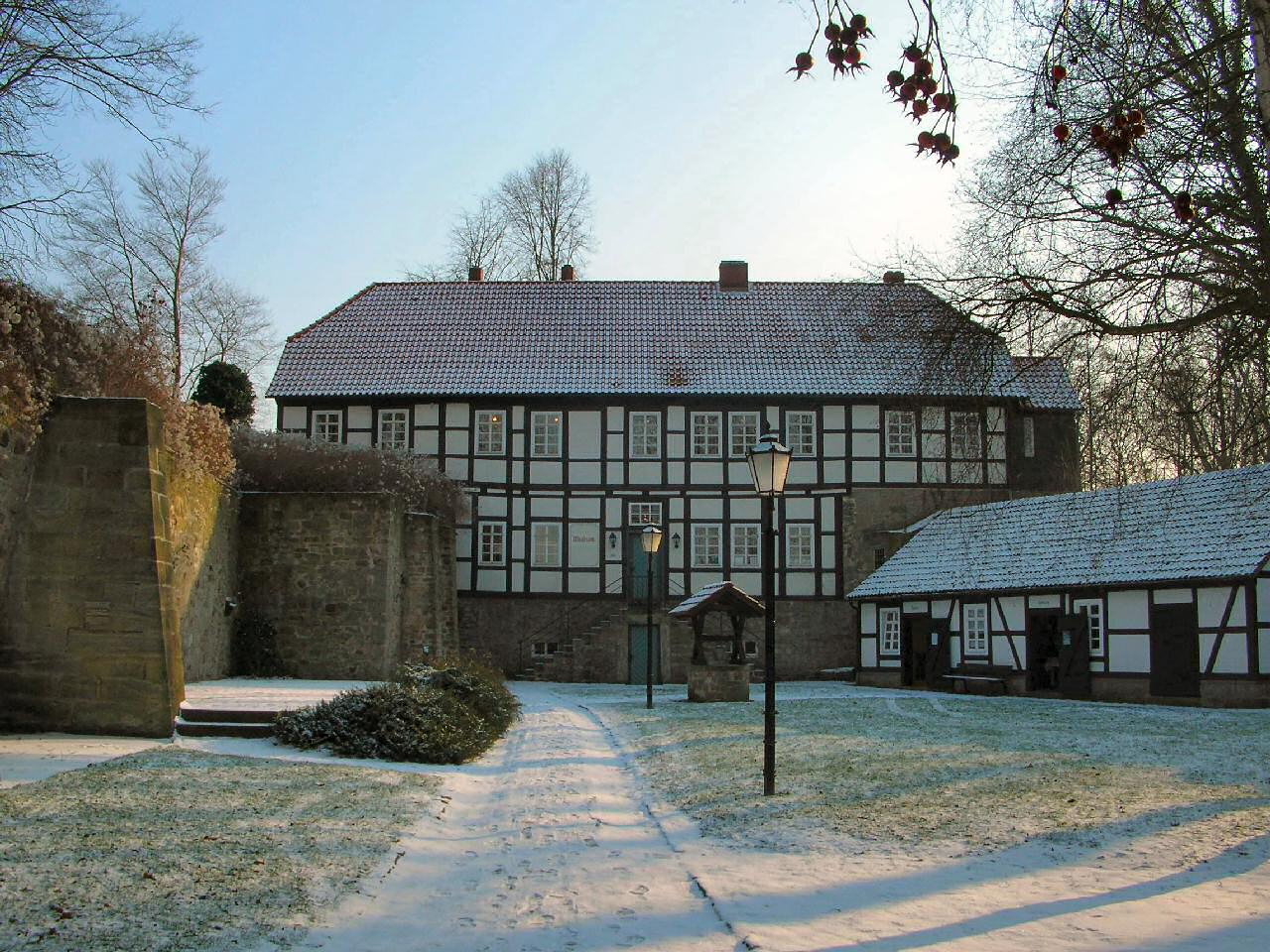
Museum im Innenhof der Burgruine

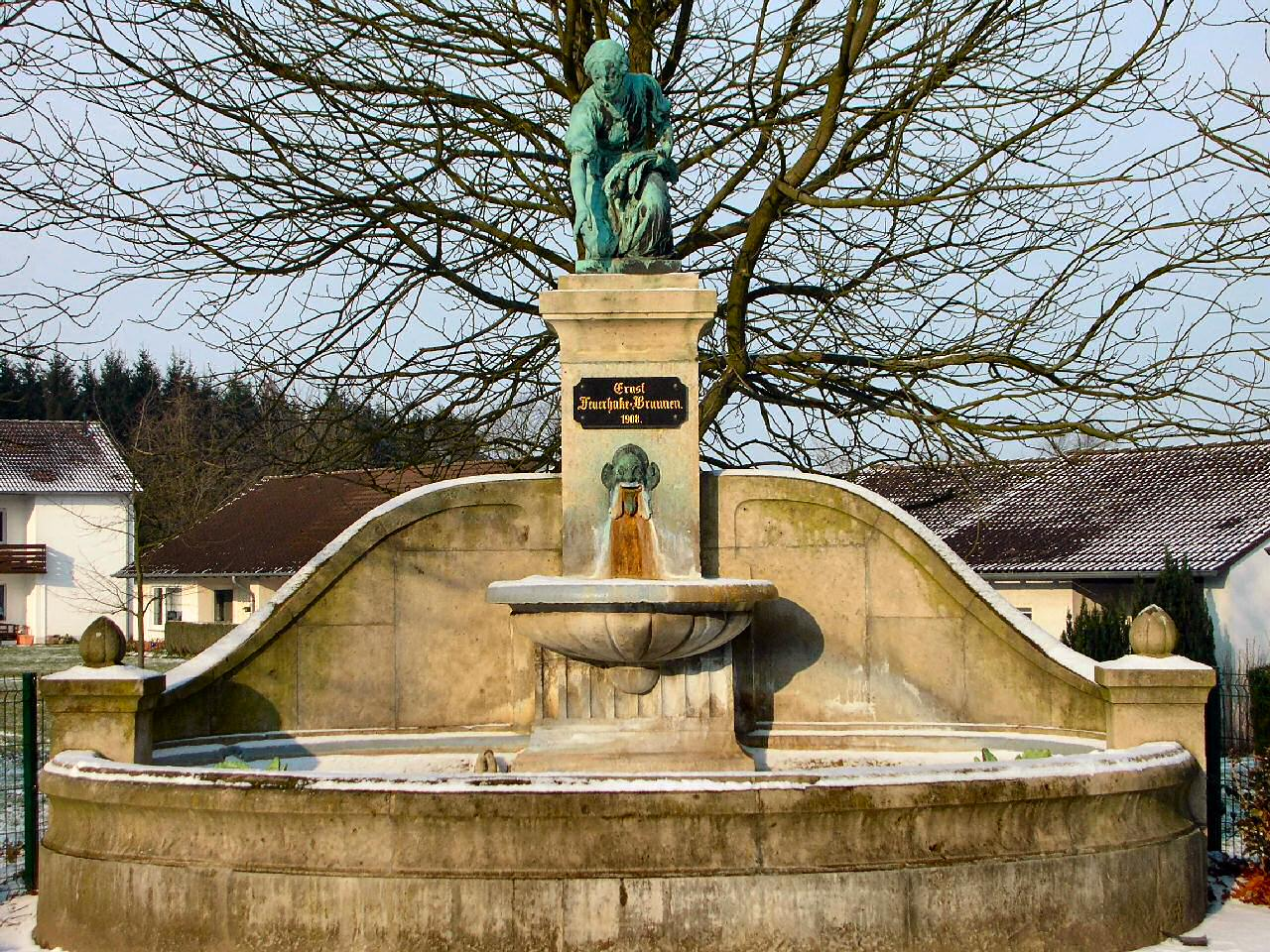
Der Ernst-Feuerhake-Brunnen

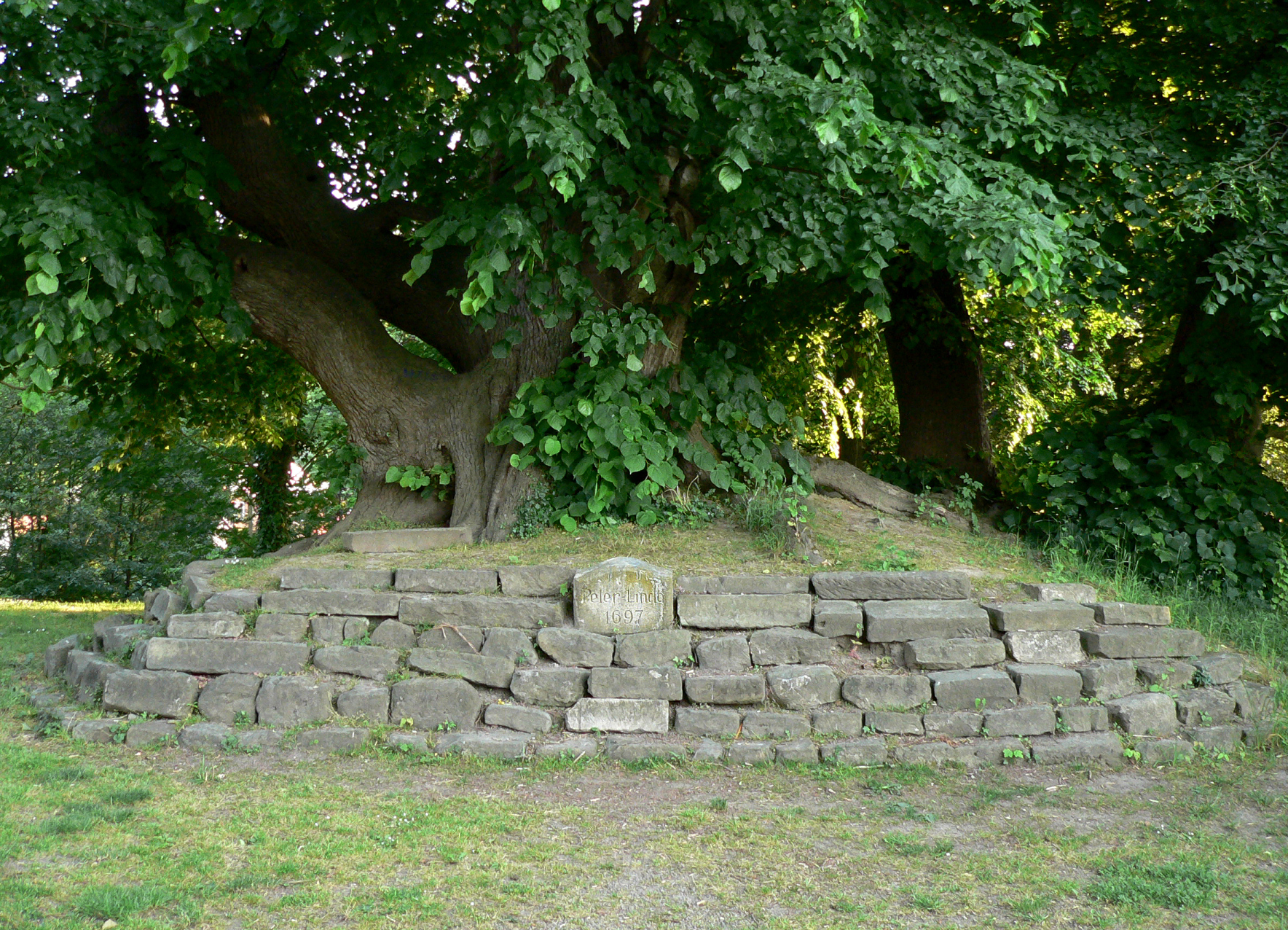
Peter-Linde in der Burg Coppenbrügge

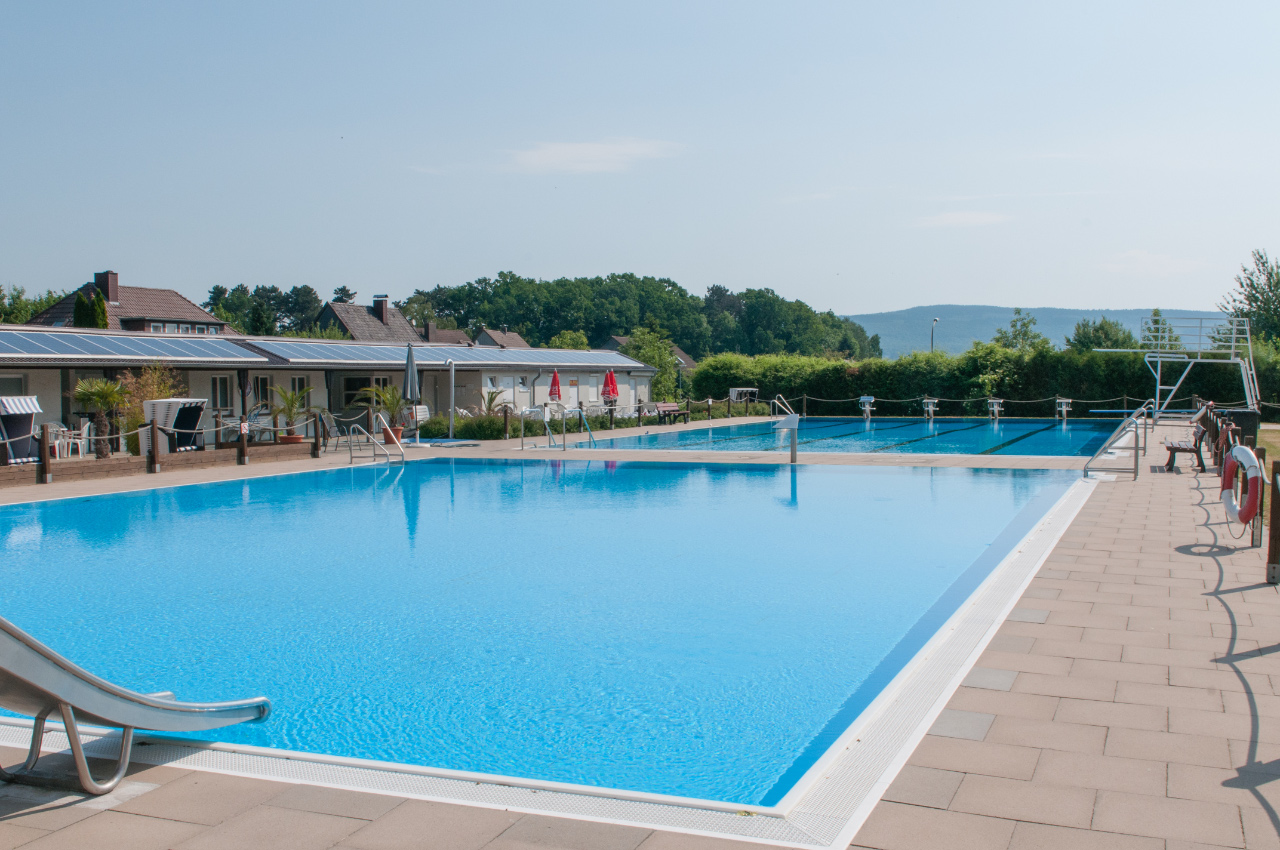
Freibad nach der Komplettsanierung 2011

Coppenbrügge ist ein Flecken im niedersächsischen Landkreis Hameln-Pyrmont.

## Geographie

### Lage
Der Ort liegt am Nordrand des Ith, etwa 15 Kilometer östlich von Hameln.

### Fleckengliederung
Der Flecken besteht aus den folgenden Ortsteilen:
1. Bäntorf
2. Behrensen
3. Bessingen
4. Bisperode
5. Brünnighausen
6. Coppenbrügge
7. Diedersen
8. Dörpe
9. Harderode
10. Herkensen
11. Hohnsen
12. Marienau

### Nachbargemeinden
| Bad Münder |                                             | Springe Region Hannover |
| Hameln     | Kompassrose, die auf Nachbargemeinden zeigt |                         |
| Emmerthal  | Halle Landkreis Holzminden                  | Salzhemmendorf          |

## Geschichte
Coppenbrügge wurde um 1000 das erste Mal urkundlich in einer Grenzbeschreibung des Bistums Hildesheim als Cobbanbrug erwähnt. Am 9. März 1062 verlieh Kaiser Heinrich IV. dem Bischof Hezilo von Hildesheim den Forstbann bei Coppenbrügge. Um 1200 erbaute Graf Bernhard von Poppenburg, der auf der Burg Poppenburg saß, die Spiegelburg bei Lauenstein. Danach nannte er sich Bernhard von Poppenburg und Spiegelberg. Die Spiegelburg wurde im Tal zwischen Ith und Osterwald an der alten Heer- und Handelsstraße in der Nähe eines Sumpfgebiets erbaut. Bei der Straße handelte es sich um den Hellweg, der von Aachen nach Königsberg führte. Danach war es die Reichsstraße 1 und heute die Bundesstraße 1. Ab 1217 nannte sich Graf Bernhard nur noch „von Spiegelberg“.
1226 brach eine Fehde zwischen Bernhard von Spiegelberg und Bodo von Homburg aus. 1238 eroberten die Homburger die Burg Spiegelberg, die Grafen von Spiegelberg verließen das Land. 1247 errichten sich die Homburger die Burg Lauenstein. 1260 übergab Johann von Brünnighausen seinen Besitz dem Bischof von Minden. Dieser Besitz wurde 1281 dem Grafen von Spiegelberg übergeben, dadurch entstand die Grafschaft Spiegelberg mit dem Hauptort Coppenbrügge. Um 1300 stifteten die Spiegelberger den Karmeliten zum Bau ihres Klosters in Marienau Grund und Boden, und 1303 wurde die Burg Coppenbrügge neu errichtet.
Von 1409 bis 1435 kämpften die Spiegelberger mit den welfischen Herzögen um neue Gebiete an der Weser und im Tal der Hamel. Die Kämpfe endeten mit einer völligen Niederlage der Spiegelberger, aber die Grafschaft blieb erhalten. 1494 erbten die Spiegelberger die Grafschaft Pyrmont.
1519 brach die Hildesheimer Stiftsfehde aus, das Hochstift Hildesheim geriet mit den welfischen Fürstentümern Braunschweig-Wolfenbüttel und Calenberg in Konflikt. Diese ursprünglich rein lokale Fehde entwickelte sich zu einer Auseinandersetzung niedersächsischer Territorialfürsten, in die auch die Grafen von Spiegelberg verwickelt waren. Die Fehde war erst 1523 beendet.
Um 1540 wurde Coppenbrügge reformiert. Wenig später, im Jahr 1557, fiel Graf Philipp von Spiegelberg und Pyrmont in der Schlacht bei Saint-Quentin. Die Herrschaft ging zunächst von 1557 bis 1584 an das Haus Lippe über. Ab 1584 regierte das Haus Gleichen-Tonnaund, ab 1631 das Haus Nassau-Dietz. Ihm folgte Anfang des 18. Jahrhunderts das Haus Nassau-Oranien (Niederlande).
1692 wurden bei einem großen Brand fast alle Bürgerhäuser zerstört. Am 10. August 1697 besuchte der russische Zar Peter der Große Coppenbrügge, zusammen mit der Kurfürstin Sophie von Hannover und der Kurfürstin Sophie Charlotte von Brandenburg. Zu Ehren dieses Treffens wurde die auf dem Burggelände stehende Sommer-Linde in „Peterlinde“ umbenannt, die noch heute steht. Am 18. September 1740 kam auch Friedrich II. von Preußen. 1764 wurde die alte Schwefelquelle in der Coppenbrügger Landwehr erneuert und für Heilzwecke ausgebaut.
Spiegelberg kam 1810 an das Königreich Westphalen, durch den Wiener Kongress (1815) kommt die Grafschaft wieder an die Nassau-Oranier (Niederlande). Doch schon 1819 wurde Spiegelberg als „Amt Coppenbrügge“ an das Königreich Hannover verkauft, es wurde 1866 preußisch.
1875 wurde die Eisenbahnlinie Hameln–Hildesheim erbaut, einige Jahre später (1906) gründete Carl Netter das Sanatorium Lindenbrunn. Der Feuerhake-Brunnen wurde 1908 errichtet. Er war ein Dank der Gemeinde Coppenbrügge an Ernst Feuerhake (1850–1924), der der Gemeinde eine Wasserleitung gestiftet hatte. Er stiftete auch die beiden großen farbigen Fenster im Chorraum der St.-Nicolai-Kirche. Seit 1945 gehört Coppenbrügge zum Land Niedersachsen.
Im Jahre 1957 wurde das Freibad eingeweiht. 1958 wurde die grundlegende Renovierung der Kirche beendet. 1962 erfolgte die Auflösung des Domänenlandes und der Verkauf sowie Abriss der Gebäude. Das Gutshaus wurde staatliches Forstamt. 1969 wurde das Sanatorium Lindenbrunn von seinen Besitzern aufgegeben und an den Verein zur Betreuung von Schwerbehinderten verkauft. 1972/1973 wurde das neu eingerichtete Fachkrankenhaus Lindenbrunn mit einer Kapazität von 255 Betten eingeweiht. 1976 wurde das Hallenbad eröffnet. Nach gründlicher Renovierung der Burgruine und des ehemaligen Amtsgerichtsgebäudes erfolgte 1986 die Eröffnung des Museums in der Burg. 1993 kam es zum Anschluss der letzten Ortsteile an die zentrale Wasserversorgung und an die zentrale Abwasserentsorgung.
Im Jahre 2011/2012 wurde das Freibad grundlegend renoviert. Die Schwimmbecken werden jetzt mit Fernwärme aus einer Biogas-Anlage in Brünnighausen beheizt. Auch das Hallenbad wurde neu errichtet und die gesamte Dachfläche mit Sonnenkollektoren ausgestattet.
Im Schuljahr 2015/16 öffnete in den Räumen der ehemaligen Förderschule die Freie Schule Weserbergland ihre Pforten, eine Ersatzschule in freier Trägerschaft, die nach dem Montessori-Ansatz arbeitet.

### Herkunft des Ortsnamens
Alte Bezeichnungen von Coppenbrügge sind im 10. Jahrhundert Cobbanbrug, 1013 Cobbanberg, 1062 Choppenbrukke, 1281 Cobbenbrukke, 1381 Kobbenbrughe, 1388 Kopenbrügge und 1393 Cobbenbrugge. Der Beleg von 1013 enthält als einziger „-berg“ und ist wohl eine fehlerhafte Schreibung oder eine falsch gehörte Form. Der erste Teil gehört wohl zu einer alten germanischen Bezeichnung für „Berg, Bergspitze“, urgermanisch „kuban-, koban-“, mittelhochdeutsch „kuppe“, also „Spitze, Gipfel“, frühneuhochdeutsch „koppe“, also „Bergkuppe, Baumgipfel“. „Kopf“ bedeutet auch „das Obere eines Berges“, letzten Endes gehört hierher natürlich auch Kuppe, auch die Schneekoppe. Im zweiten Teil steht niederdeutsch „brügge“, also „Brücke“. Coppenbrügge bedeutet demnach „Bergbrücke, Brücke am Berg“. Angesichts der Lage an der Nordspitze des Ith ist dies eine schlüssige Deutung.

### Bezug zum Rattenfänger von Hameln
Eine  weniger stark vertretene Theorie zur Sage vom Rattenfänger von Hameln besagt, dass die Hamelner Kinder einem heidnischen Sektenführer aufgesessen sein könnten. Sie könnten zu einem religiösen Ritus in die Wälder bei Coppenbrügge geführt worden sein, wo sie heidnische Tänze aufführten. Dabei habe es einen Bergrutsch oder Erdfall gegeben, wodurch die meisten umgekommen seien. Noch heute lässt sich dort eine große Kuhle finden, die durch ein solches Ereignis entstanden sein könnte. Die Wanderung der Kinder nach Coppenbrügge wurde 2009 anlässlich des 725. Jubiläums der Stadt Hameln nachgestellt.

### Eingemeindungen
Im Zuge der Gebietsreform in Niedersachsen wurden die zuvor selbständigen Gemeinden Bäntorf, Behrensen, Bessingen, Bisperode, Brünnighausen, Diedersen, Dörpe, Harderode, Herkensen, Hohnsen und Marienau am 1. Januar 1973 in den Flecken Coppenbrügge eingegliedert.

### Einwohnerentwicklung
| Jahr | Einwohner | Quelle |
| ---- | --------- | ------ |
| 1910 | 1281      | [ 7 ]  |
| 1925 | 1223      | [ 8 ]  |
| 1933 | 1205      | [ 8 ]  |
| 1939 | 1266      | [ 8 ]  |
| 1950 | 2553      | [ 9 ]  |
| 1956 | 2220      | [ 9 ]  |
| 1961 | 08439 1   | [ 6 ]  |
| 1970 | 08255 2   | [ 6 ]  |
| 1973 | 8214      | [ 10 ] |
| 1975 | 08130 3   | [ 11 ] |

| Jahr | Einwohner | Quelle |
| ---- | --------- | ------ |
| 1980 | 7876 3    | [ 11 ] |
| 1985 | 7368 3    | [ 11 ] |
| 1990 | 7758 3    | [ 11 ] |
| 1995 | 8025 3    | [ 11 ] |
| 2000 | 8052 3    | [ 11 ] |
| 2005 | 7927 3    | [ 11 ] |
| 2010 | 7415 3    | [ 11 ] |
| 2015 | 7152 3    | [ 11 ] |
| 2020 | 6998 3    | [ 11 ] |
| 2022 | 6964      | [ 12 ] |

|  |

## Religion

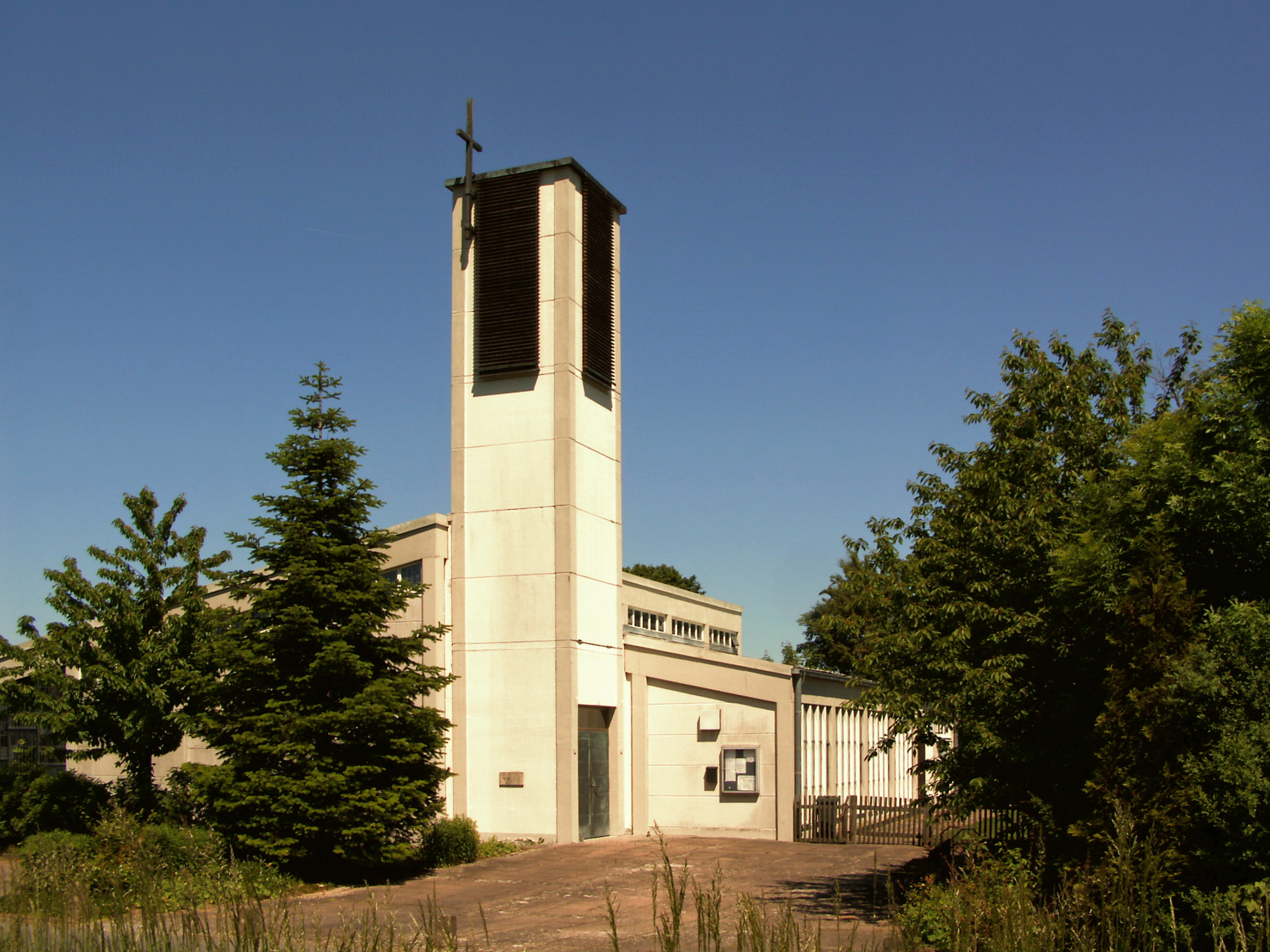
Ehemalige katholische Kirche

Die evangelischen Bewohner gehören zu den evangelisch-lutherischen Kirchengemeinden Coppenbrügge, Bessingen-Ith-Nesselberg und Am Ith mit jeweils eigenen Pfarrämtern. Sie sind Teil des Kirchenkreises Hildesheimer Land-Alfeld.
Die 1968 erbaute katholische Kirche Maria Königin der Apostel wurde 2012 profaniert. Heute ist St. Benedikt im 5 km entfernten Lauenstein die nächstgelegene katholische Kirche.

## Politik

### Gemeinderat
Der Rat des Fleckens Coppenbrügge besteht aus 20 Ratsfrauen und Ratsherren. Dies ist die festgelegte Anzahl für eine Gemeinde mit einer Einwohnerzahl zwischen 7001 und 8000 Einwohnern. Die 20 Ratsmitglieder werden durch eine Kommunalwahl für jeweils fünf Jahre gewählt. Stimm- und sitzberechtigt im Rat ist außerdem der hauptamtliche Bürgermeister.
Die letzte Kommunalwahl am 12. September 2021 ergab das folgende Ergebnis:
- SPD: 8 Sitze
- CDU: 7 Sitze
- Bündnis 90/Die Grünen: 3 Sitze
- FDP: 2 Sitze

### Bürgermeister
Hauptamtlicher Bürgermeister des Fleckens Coppenbrügge ist Thomas Küllig (parteilos). Bei der letzten Bürgermeisterwahl am 9. Juni 2024 konnte er sich zunächst mit 35,7 % der Stimmen gegen drei Gegenkandidaten durchsetzen. In der anschließenden Stichwahl erhielt er 59,3 %. Die Wahlbeteiligung lag bei 75,8 bzw. bei 60 %. Seine Stellvertreter sind Karin Dröge und Rainer Olze.
Külligs Vorgänger Hans-Ulrich Peschka (CDU) trat zwei Jahre vor Ende seiner dritten Amtszeit zurück.

### Ortsrat Coppenbrügge
Der Ortsrat der Ortschaft Coppenbrügge setzt sich aus fünf Ratsfrauen und vier Ratsherren zusammen. Er vertritt auf kommunaler Ebene die Coppenbrügger Ortsteile Coppenbrügge, Dörpe und Marienau.
- SPD: 4 Sitze
- CDU: 3 Sitze
- Grüne: 1 Sitz
- FDP: 1 Sitz

(Stand: Kommunalwahl 12. September 2021)

### Ortsbürgermeister
Der Ortsbürgermeister ist Cord Bormann (SPD). Sein Stellvertreter ist Ingo Mücke (UWG-FC).

### Wappen
| Wappen von Coppenbrügge | Blasonierung: „In Grün über einem offenen goldenen Fass schwebend ein goldenes Hirschgeweih.“ |
| Wappen von Coppenbrügge | Wappenbegründung: Das Wappen entstand wahrscheinlich zu jener Zeit, als 1618 die Grafen von Gleichen dem Ort die Stadtprivilegien verliehen. In einem Siegel des 17. Jahrhunderts ist im Schildfuß ein Fass, am oberen Schildrand ein Geweih zu sehen. Es stammt von den Grafen von Spiegelberg, die ebenfalls in ihrem Schild und der Helmzier einen Hirsch führten. Das Fass geht auf das alte Brauwesen zurück, kann aber auch eine Fehldeutung des Topfhelms derer zu Spiegelberg sein. |

### Flagge
Die Gemeindeflagge ist grün und mit gelben Rändern verziert, mittig aufgelegt ist das Wappen.

## Kultur und Sehenswürdigkeiten
- Burg Coppenbrügge mit Peterlinde
- Burgmuseum Coppenbrügge
- St.-Nicolai-Kirche
- Ernst-Feuerhake-Brunnen
- Rittergut Voldagsen

## Wirtschaft und Infrastruktur

### Wirtschaft
Von überregionaler Bekanntheit ist das in Marienau ansässige Unternehmen Wini Büromöbel und das Krankenhaus Lindenbrunn, dass speziell mit 212 Betten auf die Diagnostik, Therapie und Pflege von Patienten mit neurologischen und geriatrischen Erkrankungen ausgerichtet ist.

### Verkehr
Der Ort liegt an den Bundesstraßen 1 und 442 und an der Bahnstrecke Elze–Löhne. Auf der Strecke verkehrt stündlich die Linie RB 77 Herford–Hameln–Hildesheim. Es gibt verschiedene Busverbindungen.
Baubeginn der Ortsumgehung Coppenbrügge / Marienau im Zuge der Bundesstraße 1 war am 7. Januar 2016. Die Gesamtfertigstellung ist für Ende 2026 geplant. Damit sollen die bisherigen Bundesstraßen 1 und 442 zu Gemeindestrassen herabgestuft werden. Bereits am 28. Juli 2021 wurde ein erster Teilabschnitt zwischen westlich Coppenbrügge und dem neuen Anschluss Coppenbrügge-Ost / Am Schlägerfeld zur alten Bundesstraße 1 komplett für den Verkehr freigegeben. Weitere fertiggestellte Streckenabschnitte sollen ebenfalls vor 2026 freigegeben werden.
Das Segelfluggelände Bisperode-West liegt etwa 7 km südwestlich des Zentrums in der Ortschaft Bisperode.

### Infrastruktur
In Coppenbrügge gibt es ein beheiztes Freibad, ein Hallenbad, diverse Lebensmitteldiscounter, eine Tankstelle, mehrere Ärzte, ein Krankenhaus, Einzelhändler, Handwerksbetriebe und Gastronomie. Eine Grundschule, eine freie Schule (staatlich anerkannte Schule in freier Trägerschaft) und zwei Kindertagesstätten, ein Waldkindergarten sowie Alten- und Pflegeheime sind vorhanden.

### Tourismus
Im touristischen Bereich gibt es verschiedene Angebote wie ein Freizeitgelände in einer ehemaligen Kiesgrube für Mountainbiking und Schießsportarten. Es gibt einen Campingplatz und Übernachtungsmöglichkeiten durch Hotels und Privatpensionen. Im historischen Ortskern des Hauptortes befinden sich die Ruine der Burg Coppenbrügge mit  dem Burgmuseum Coppenbrügge, ein historischer Brunnen und eine Kirche im romanischen Stil. Es sind Wandermöglichkeiten im Ith vorhanden. Bedeutung hat dabei der Ith-Hils-Weg. Der Europäischer Fernwanderweg E11 führt über Bisperode nach Coppenbrügge und von dort auf den Ith Kamm in Richtung Süden.

## Persönlichkeiten
- August Seidensticker (1820–1899), Forstwissenschaftler
- Georg Erdmann (1860–1943), Generalarzt, geboren in Coppenbrügge
- Johannes Elbert (1878–1915), Geologe und Naturforscher, geboren in Coppenbrügge
- Theodor Becker (1880–1952), Schauspieler, starb in Coppenbrügge
- Eduard Bergmann (1897–1973), Kaufmann, Verbandsfunktionär und Honorarkonsul von Dänemark
- Hans Dobbertin (1952–2006), Kryptologe, geboren im Coppenbrügger Ortsteil Herkensen